# Klaus Roth (Volkskundler)
Klaus Roth (* 17. November 1939 in Hamburg) ist ein deutscher Volkskundler.

## Leben
Roth studierte zwischen 1960 und 1969 Anglistik, Geografie, Slawistik und Volkskunde an den Universitäten Hamburg, Freiburg im Breisgau, Aberdeen und der Indiana University, wo er im letzten Studienjahr mit dem M.A. in American Folklore abschloss. Von 1970 bis 1973 war er als Gymnasiallehrer tätig. 1975 promovierte er sich an der Freiburger Universität bei Lutz Röhrich mit der Dissertation "Ehebruchschwänke in Liedform. Eine Untersuchung zur deutsch- und englischsprachigen Schwankballade". Ein Jahr später wurde er wissenschaftlicher Assistent am Volkskundlichen Seminar der Universität Münster. Ab 1982 war er Extraordinarius am Institut für Volkskunde/Europäische Ethnologie der Universität München. 1988 und 1991 war er Gastprofessor am Department of Anthropology der Universität Berkeley. Seit 2004 ist er an der Münchner Universität emeritiert.
Seine Forschungsschwerpunkte sind u. a. Erzählforschung, Volkskunde Südosteuropas sowie Interkulturelle Kommunikation.
Seit 1993 ist er Mitherausgeber der Enzyklopädie des Märchens, seit 1996 Vizepräsident der Südosteuropa-Gesellschaft und seit 2002 Präsident des Herder-Forschungsrates. Darüber hinaus ist er Herausgeber der Münchener Beiträge zur Interkulturellen Kommunikation sowie der Zeitschrift Ethnologia Balkanica.

## Preise und Auszeichnungen
- 2002: Ehrenmedaille Marin Drinov der Bulgarischen Akademie der Wissenschaften

## Publikationen (Auswahl)
- Ehebruchschwänke in Liedform. Eine Untersuchung zur deutsch- und englischsprachigen Schwankballade (= Motive. Bd. 9). Fink, München 1977, ISBN 3-7705-1394-0.
- Zur Auswertung von Nachlaßinventaren. In: Ad van der Woude, Anton Schuurman (Hrsg.): Probate inventories. A new source for the historical study of wealth, material culture and agricultural development (= AAG Bijdragen 23). Papers presented at the Leeuwenborch Conference (Wageningen, 5–7 May 1980). Landbouwhogheschool – Afdeling Agarische Geschiedenis, Wageningen 1980, ISBN 90-6194-093-1, S. 43–51.
- mit Uwe Meiners und Ruth-E. Mohrmann: Inventare als Quellen im Projekt Diffusion städtisch-bürgerlicher Kultur vom 17. bis zum 20. Jahrhundert. In: Ad van der Woude, Anton Schuurman (Hrsg.): Probate Inventories. Utrecht 1980, S. 97–114.
- mit Juliana Roth: Zum Problem des Bänkelsangs in Bulgarien. In: Stefaan Top, Eddy Tielemans (Hrsg.): Aspecten van het Europese marktlied en andere problemen van de hedendaagse liedstudie. = Aspects of the European broadside ballad and other problems of actual songresearch. = Aspekte des europäischen Bänkelsangs und weitere Probleme der heutigen Liedforschung (= CVV-Studies 1). Verslagen van de 12de Internationale Volksballadenconferentie, Alden Biesen (België) 22–26 juli 1981. Ministerie van de Vlaamse Gemeenschap u. a., Brüssel 1982, S. 60–74 (Auch Sonderabdruck).
- Der bulgarische Bänkelsang heute. Zum Wandel des Liedrepertoires eine Sängers. In: Günther Noll, Marianne Böcker (Hrsg.): Musikalische Volkskunde – aktuell. Festschrift für Ernst Klusen zum 75. Geburtstag. Wegener, Bonn am Rhein 1984, ISBN 3-921285-43-7, S. 417–434.
- mit Juliana Roth: Populare Lesestoffe in Bulgarien. In: Ethnologia Europaea 14 (1984), S. 80–91 (Kategorisierung der bulgarischen Literatur innerhalb Belletristik und Sachbuch).
- Märchen zwischen mündlicher Tradition und Trivialliteratur. „Die Wette auf die Treue der Ehefrau“ (AaTh 882) als volkstümlicher Lesestoff in Bulgarien. In: Wolfgang Gesemann, Kyrill Haralampieff, Helmut Schaller (Hrsg.): Einundzwanzig Beiträge zum II. Internationalen Bulgaristik-Kongress in Sofia 1986 (= Bulgarische Sammlung. Bd. 6). Hieronymus, Neuried 1986, ISBN 3-88893-049-9, S. 285–298 (Auch Sonderabdruck).
- Gesang. Der falsche Gesang. In: Enzyklopädie des Märchens. Band 5: Fort – Gott. de Gruyter, Berlin 1987, ISBN 3-11-010588-8, Sp. 1122–1125.
- Die Pflege alter Handwerke im heutigen Bulgarien. In: Klaus Roth (Hrsg.): Handwerk in Mittel- und Südosteuropa. Mobilität, Vermittlung und Wandel im Handwerk des 18. bis 20. Jahrhunderts (= Südosteuropa-Studien. Heft 38). Südosteuropa-Gesellschaft, München 1987, ISBN 3-925450-03-3, S. 217–230.
- Wie „europäisch“ ist Südosteuropa? Zum Problem des kulturellen Wandels auf der Balkanhalbinsel. In: Nils-Arvid Bringéus, Uwe  Meiners (Hrsg.): Wandel der Volkskultur in Europa. Festschrift für Günter Wiegelmann zum 60. Geburtstag (= Beiträge zur Volkskultur in Nordwestdeutschland. Bd. 60, 1). Band 1. Coppenrath, Münster 1988, ISBN 3-88547-309-7, S. 219–231 (Auch Sonderabdruck).
- Zeit und Interkulturelle Kommunikation. In: Rheinisches Jahrbuch für Volkskunde. Bd. 33, 1999/2000, ISSN 0080-2697, S. 25–36.
- Erzählen zwischen den Kulturen. Möglichkeiten einer Zusammenarbeit zwischen Erzählforschung und Interkultureller Kommunikation. In: Schweizerisches Archiv für Volkskunde. Bd. 97, 2001, ISSN 0036-794X, S. 145–156.
- Nachbarn und Nachbarschaftsbeziehungen in Europa als Forschungsproblem der Europäischen Ethnologie und der Interkulturellen Kommunikation. In: Klaus Roth (Hrsg.): Nachbarschaft. Interkulturelle Beziehungen zwischen Deutschen, Polen und Tschechen (= Münchener Beiträge zur interkulturellen Kommunikation. Bd. 11). Waxmann, Münster u. a. 2001, ISBN 3-8309-1039-8, S. 9–34.
- Die Volkskultur Südosteuropas. Der Blick von innen und der Blick von außen. In: Jahrbücher für Geschichte und Kultur Südosteuropas. Bd. 3, 2001, ISSN 1617-5581, S. 117–136.
- als Herausgeber: Arbeit im Sozialismus – Arbeit im Postsozialismus. Erkundungen zum Arbeitsleben im östlichen Europa (= Freiburger sozialanthropologische Studien. Bd. 1). Lit, Münster 2004, ISBN 3-8258-7374-9.
- Kulturwissenschaften und Interkulturelle Kommunikation. Der Beitrag der Volkskunde zur Untersuchung interkultureller Interaktionen. In: Hans-Jürgen Lüsebrink (Hrsg.): Konzepte der interkulturellen Kommunikation. Theorieansätze und Praxisbezüge in interdisziplinärer Perspektive (= Saarbrücker Studien zur interkulturellen Kommunikation. Bd. 7). Röhrig, St. Ingbert 2004, ISBN 3-86110-363-X, S. 115–143.